# Direction nationale anticorruption
Pour les articles homonymes, voir DNA.
La direction nationale anticorruption (en roumain : Direcția Națională Anticorupție, abrégé en DNA) est un parquet anticorruption de Roumanie créé en septembre 2002. Elle est dirigée de mai 2013 à juillet 2018 par Laura Codruța Kövesi.
Depuis 2004, la DNA collabore avec l'Office européen de lutte antifraude (OLAF).

## Histoire
Le 22 février 2018, le ministre de la Justice, Tudorel Toader lance une procédure de destitution à l'encontre de Laura Codruța Kövesi, tandis que le président Klaus Iohannis, à qui il revient de mettre fin à ses fonctions s'il le souhaite, affirme qu'il s'est déclaré « à plusieurs reprises content de l’activité du DNA et de sa direction, un point de vue qu'il maintient ». Le 25 février, une manifestation est organisée pour la soutenir. Kövesi reçoit aussi le soutien du Conseil supérieur de la magistrature. Le 30 mai 2018, la Cour constitutionnelle ordonne au président de la destituer, estimant que le président ne possède pas de pouvoir « discrétionnaire ». L'opposition estime que la décision, prise par six juges sur neuf, « porte gravement atteinte à la crédibilité ». Menacé de destitution par le Parti social-démocrate, Klaus Iohannis doit finalement destituer Laura Codruța Kövesi le 9 juillet 2018. Le 9 septembre 2018, le ministre de la Justice nomme Adina Florea, procureure à la cour d'appel de Constanta, et réputée proche des sociaux-démocrates, pour lui succéder.

## Procureurs en chef
- Daniel Morar (en) (2005-2013)
- Laura Codruța Kövesi (2013-2018)
- Anca Jurma (2018-2019)
- Călin Nistor (2019-2020)
- Crin-Nicu Bologa (depuis 2020)